# Біловодська селищна територіальна громада
Біловодська селищна об'єднана територіальна громада — територіальна громада в Україні, в Старобільському районі Луганської області. Адміністративний центр — селище Біловодськ.
Площа громади — 1596,96 км², населення — 23 359 мешканців (2018).
Утворена 14 серпня 2017 року шляхом об'єднання всіх селищних і сільських рад Біловодського району.

## Населені пункти
У складі громади 33 населених пункти — 1 селище: Біловодськ і 32 села: Бараниківка, Брусівка, Вітрогон, Гармашівка, Гончарове, Городище, Городнє, Данилівка, Євсуг, Зелеківка, Кононівка, Копані, Крейдяне, Лимарівка, Литвинівка, Нижньобараниківка, Новодеркул, Новолимарівка, Новоолександрівка, Новоспасівка, Ноздрівка, Парневе, Плугатар, Попівка, Привільне, Роздолля, Семикозівка, Степове, Тернове, Третяківка, Узлісся та Шуліківка.

## Адміністративний устрій
У складі громади 33 населених пункти — 1 селище (Біловодськ) і 32 села: Біловодська селищна рада
- селище Біловодськ

Бараниківський старостинський округ
- село Бараниківка
- село Зелеківка

Брусівський старостинський округ
- село Брусівка

Городищенський старостинський округ
- село Городище
- село Ноздрівка

Данилівський старостинський округ
- село Данилівка
- село Вітрогон
- село Городнє
- село Новодеркул
- село Первомайськ
- село Третяківка

Євсузький старостинський округ
- село Євсуг
- село Гончарове
- село Копані
- село Парневе
- село Привільне

Кононівський старостинський округ
- село Кононівка
- село Гармашівка
- село Лимарівка

Литвинівський старостинський округ
- село Литвинівка

Нижньобараниківський старостинський округ
- село Нижньобараниківка

Новолимарівський старостинський округ
- село Новолимарівка
- село Крейдяне
- село Роздолля

Новоолександрівський старостинський округ
- село Новоолександрівка
- село Степове
- село Тернове

Плугатарський старостинський округ
- село Плугатар
- село Новоспасівка
- село Узлісся

Семикозівський старостинський округ
- село Семикозівка

Шуліківська сільський старостинський округ
- село Шуліківка